# Juche
Juche of Chuch'e (Koreaans: 주체, 'zelfvoorzienendheid') is de staatsideologie van Noord-Korea. Ze werd ontwikkeld door Kim Il-sung, leider van Noord-Korea van 1948 tot 1994.
De Juche-ideologie wordt in het westen doorgaans aangeduid als een vorm van communisme, of meer bepaald stalinisme, en werd oorspronkelijk ook gepresenteerd als een toevoeging aan het marxisme-leninisme. Na de val van het communisme in Oost-Europa werd het marxisme-leninisme geschrapt als staatsideologie en bleef enkel de Juche-leer over. De Noord-Koreaanse leiders presenteren zichzelf als communisten, maar volgens Noord-Korea-kenner Brian Reynolds Myers is de werkelijke ideologie volstrekt anders. Hij beoordeelt de Juche-leer eerder als extreemrechts vanwege de nadruk die deze legt op de vermeende raciale superioriteit van de Koreanen en zoekt de wortels ervan in het Japanse fascisme van de jaren 30.

## Geschiedenis
Juche (in ideologische zin) werd in december 1955 voor het eerst gebruikt in een toespraak van de Noord-Koreaanse leider Kim Il-sung. De relatie met de Sovjet-Unie was na de dood van Jozef Stalin bekoeld en de speech had een anti-Sovjet en pro-China karakter. Er waren toen nog veel Chinese vrijwilligers in het land, die in de Koreaanse Oorlog samen met de Noord-Koreanen hadden gevochten. Zij vertrokken pas omstreeks 1958.
Het duurde tot 1963 voordat Kim Il-sung weer Juche opnam in zijn speeches. Dit was nadat de Sovjet-Unie de economische en militaire hulp aan Noord-Korea had beëindigd. In de tweede helft van de jaren 60 bekoelde de relatie met de Volksrepubliek China ook. Deze twee landen hadden een uitermate belangrijke rol gespeeld voor Noord-Korea, maar met de breuk stond Kim Il-sung er alleen voor. In zijn speeches werd Juche steeds vaker genoemd en in 1972 werd de grondwet gewijzigd. In artikel drie werd opgenomen dat Juche leidend is voor Noord-Korea. In de preambule staat als eerste regel in de tekst:
"The Democratic People’s Republic of Korea is a socialist fatherland of Juche which embodies the idea of and guidance by the great leader Comrade Kim II Sung.

## Centrale ideeën
Volgens de uitleg van Kim Il-sung bepaalt de mens, het 'volk', zelf zijn toekomst. Binnen de context van Marxisme en Leninisme moet men zelf de besluiten nemen wanneer en hoe het de gewenste communistische eindfase wil bereiken, waarbij historische en praktische elementen een rol kunnen spelen.

### Het volk centraal
Het 'volk' staat in het middelpunt, niet het individu zoals in het Westen. Men moet dus niet op individuele kracht vertrouwen, maar op het volk. Het volk vormt als het ware een lichaam met de Grote Leider als hoofd (volgens de officiële Juche-leer "het brein"). Hierin wijkt de Juche-idee nauwelijks af van het corporatisme dat ook uit gaat van een organische staatsopbouw. Daar komt bij dat net als bij een corporatistische samenleving het volk in klassen wordt opgedeeld, net als in Noord-Korea, waar men drie klassen kent: de arbeiders, de boeren en de intellectuelen.
Aanvankelijk werd met Juche bedoeld: 'de proletarische revolutie is er voor het volk en de massa moet worden geleid door een Grote Leider'. In de jaren zeventig volgde een uitbouw van Juche, het Juche-idee: 'De Grote Leider is als een 'vaderfiguur' voor het volk en leidt het volk.' De Koreaanse Arbeiderspartij verbindt de bevolking met de Grote Leider. Het volk moet de Grote Leider gehoorzaam volgen, maar kan via de partij invloed uitoefenen op de besluiten van de leider.

### Onafhankelijkheid
Een essentieel onderdeel van de Juche-idee is dat het Noord-Koreaanse volk niet afhankelijk moet zijn van andere landen, men moet op eigen kracht vertrouwen en zelf de keuzes maken. Hierbij kan de ervaring van andere landen wel een rol spelen, maar dit betekent niet dogmatisch het beleid van anderen volgen zonder rekening te houden met de speciale karakteristieken van Noord-Korea.
Op drie terreinen werd de onafhankelijkheid benoemd: politiek, economisch en militair. Politieke onafhankelijkheid geeft het volk de mogelijkheid zelf de weg te bepalen naar vrijheid en welvaart. Alle landen zijn gelijk en hebben de besluiten te respecteren, onderwerping aan  enig ander land wordt verworpen. Economisch is een zelfvoorzienende natie het ideaal. Buitenlandse handel maakt het land afhankelijk van andere landen en daarmee wordt het idee van politieke onafhankelijkheid gecompromitteerd. Voor de zelfverdediging moet het over al het materieel en materiaal, denk aan wapens, textiel voor de uniformen en eten voor de soldaten, beschikken om niet afhankelijk te zijn van buitenlandse hulp in geval van een gewelddadige confrontatie. Wanneer aan al deze voorwaarden is voldaan is het land echt vrij en kan vanuit deze sterke positie betrekkingen aangaan met andere landen.
Ondanks dit uitgangspunt kon de Noord-Koreaanse staat alleen overleven dankzij goedkope import van grondstoffen uit de Volksrepubliek China en de Sovjet-Unie. Sinds het uiteenvallen van de Sovjet-Unie en de intrede van steeds meer kapitalisme in China is er dan ook weinig meer over van de Noord-Koreaanse economie.

## Juche als staatsideologie
Volgens Kim Il-sung kan Juche alle problemen oplossen en een volk emanciperen en leiden naar een socialistische samenleving.
Was in de jaren vijftig het marxisme-leninisme staatsideologie in Noord-Korea, in het midden van de jaren vijftig werd de Juche-idee als een 'creatieve ontwikkeling' aan het marxisme-leninisme in Noord-Korea toegevoegd.
Volgens de Noord-Koreaanse samenleving is de Juche-idee seculier, maar er is een zekere link met religie. De Grote Leider wordt beschouwd als een godheid, de partij als 'kerk of tempel' tussen mens en godheid. Overigens ontkent de Koreaanse Vriendschapsorganisatie niet dat er 'bepaalde' overeenkomsten zijn tussen religie en Juche.
Juche zelf leidt in praktijk tot totale gehoorzaamheid aan de Grote Leider (die volgens de Juche weer doet wat in het belang van het volk is) en kan daarom worden gezien als totalitair. De Juche-samenleving, volgens Kim Il-sung de meest verheven samenleving ter wereld, moet volgens Kim Il-sung worden verdedigd en gepropageerd, omdat imperialistische landen (Verenigde Staten, Westerse landen) hem steeds zullen bedreigen.

## Juche-kalender
In Noord-Korea hanteert men officieel de Juche-kalender. Deze alternatieve jaartelling wijkt af van de gregoriaanse kalender doordat het Gregoriaanse jaar 1912 in de Juche-kalender het jaar 1 is. 1912 is namelijk het geboortejaar van Kim Il-sung. Volgens deze kalender is 2023 het Juche jaar 112.

## Juche-studiegroepen, partijen en mondiale invloed
In een aantal landen, ook westerse, hebben zich Juche-studiegroepen gevormd (waaronder in België) om de leer van Kim Il-sung te bestuderen. Delegaties van deze studiegroepen worden soms uitgenodigd in Noord-Korea om Juche in praktijk te zien.
- In Frankrijk bestaat er zelfs een heuse Juche-partij, de Parti Juche de France,[6] maar de omvang en de activiteiten zijn onbekend. In Zuid-Korea bestond in de jaren '80 enige tijd de Juchesasangpa, een beweging die de Juche-filosofie uitdroeg.
- Didier Ratsiraka, van 1975 tot 1993 en van 1997 tot 2002 president van Madagaskar, heeft zich in het verleden positief uitgelaten over de Juche-leer.[7] Ratsiraka maakte in de jaren '70 en '80 echter vooral gebruik van de financiële steun voor zijn regime. Het is niet ondenkbaar dat Ratsiraka om de Noord-Koreanen te vriend te houden, zich heeft beziggehouden met Juche.
- De extreemrechtse Partei der Arbeit Deutschlands (PdA) die van 1996 tot 1998 bestond, liet zich naar eigen zeggen leiden door Juche; de latere neonazistische Kampfbund Deutscher Sozialisten (KDS, opgeheven in 2008) heeft eveneens Juche als officiële ideologie.
- De Black Panther Party in de Verenigde Staten (opgeheven in 1982) had Juche als een van de inspiratiebronnen.
- Ten slotte kan nog de Nepalese Arbeiders- en Boerenpartij worden genoemd, die al decennia de stad Bhaktapur bestuurt.[8] De officiële ideologie van die partij is Juche.[9]
- De conservatieve president van Rwanda, Juvénal Habyarimana, heeft gewezen op de overeenkomsten tussen zijn leer van Umuganda (samenwerken, zelfvoorziening) en Juche.[10]

Het is Kim Il-sung echter niet gelukt om Juche net zo bekend te maken als het stalinisme en het maoïsme of titoïsme.